# La Máquina (minisèrie)
La Máquina és una minisèrie mexicana de drama i esports, creada per Marco Ramírez, dirigida per Gabriel Ripstein i protagonitzada per Gael García Bernal, Diego Luna i Eiza González.
La sèrie està basada en una història que van concebre junts Gael García Bernal, Diego Luna, el novel·lista Julián Herbert i Monika Revilla. Es va estrenar el 9 d'octubre del 2024 a través de la plataforma Hulu als Estats Units i per Disney+ a la resta del món.

## Trama
Després d'una pèrdua devastadora, Esteban “La Máquina” Osuna està en un mal moment de la seva carrera de boxejador. Per sort per a ell, el seu mànager i millor amic Andy Luján està decidit que recuperi la glòria passada. Però quan una perversa organització apareix a escena, la baralla de revenja es torna a mort. Mentre lluita per recuperar la seva carrera, Esteban ha de, alhora, bregar amb els seus propis dimonis personals i protegir la seva família, que inclou la seva exdona Irasema, una periodista que es troba a punt de col·lidir amb el costat fosc del món de la boxa.

## Repartiment
- Gael García Bernal com a Esteban Osuna
- Diego Luna com a Andy Pérez
- Eiza González com a Irasema
- Christopher Evangelou com a Harry Felix
- Andrés Delgado com a Saúl Pérez
- Lucía Méndez com a Josefina Luján
- Jorge Perugorría com a Sixto
- Luis Gnecco com a Facundo
- Karina Gidi com a Carlota Pérez
- Mercito Gesta com a Protasio
- Leandro Firmino com a Joao Falcao Jr.
- Francisco Barreiro com a Gato Ozuna
- Roberto Duarte com a Sammy Salgado
- Li donarien Coco com a Zamira
- Juan Carlos Huguenin com a Memo de la Peña
- Arturo Beristáin com a Hernán Pérez-Padilla
- Nadia Vega com a Gabby
- Monica Alfaro com a Lenora
- Fermín Martínez com a boxejador veterà
- Raúl Briones com a Juan Carlos